# RIP
 (енгл. Routing Information Protocol) је први развијен и најједноставнији протокол рутирања. Због своје једноставности данас се још увек користи у мрежама са малим бројем рутера. Првобитно је описан у  1058 документу, да би касније након низа измена изашла и друга, побољшана верзија протокола RIPv2 дефинисана у документу  2453 (новембра 1998.). RIP је интерни протокол рутирања (енгл. Interior Gateway Routing Protocols). Користећи Белман-Фордов алгоритам (енгл. Bellman-Ford Algorithm) динамички ажурира табеле рутирања рутера унутар истог аутономног система. Као метрику узима скок (енгл. hop) то јест удаљеност од мреже, што га сврстава у групу протокола рутирања на основу вектора удаљености (енгл. Distance Vector Routing Protocols).

## 
је развијен 1980-их. година у компанији Зирокс (енгл. Xerox) из раније верзије протокола (GWINFO) (енгл. Gateway Information Protocol). Развојем Зироксових мрежних система из (GWINFO) протокола произашао је RIPv1. Убрзо, протокол је био примењен у мрежним системима различитих произвођача, што је довело до његове стандардизације 1988. године. 

RIPv1 има следеће кључне карактеристике:
- За метрику узима удаљеност изражену у броју рутера до одредишне руте (ИП мреже): сваки пређени рутер представља један скок.
- Највише скокова до дестинације може бити 15, изнад чега се дотична мрежа сматра недосежном.
- информације о рутама се шаљу по свим интерфејсима (као броадкаст поруке).
- Поруке се шаљу периодично на сваких 30 секунди или при промени топологије.
- Као адресе мрежа, користи класне IP адресе (у порукама се не шаље маска).

| бит 0-7                                 | бит 0-7                   | бит 0-7                   | бит 0-7                   | бит 0-7                   | бит 0-7                   | бит 0-7                   | бит 0-7                   | 8-15                      | 8-15                      | 8-15                      | 8-15                      | 8-15                      | 8-15                      | 8-15                      | 8-15                      | 16-31                  | 16-31                  | 16-31                  | 16-31                  | 16-31                  | 16-31                  | 16-31                  | 16-31                  | 16-31                  | 16-31                  | 16-31                  | 16-31                  | 16-31                  | 16-31                  | 16-31                  | 16-31                  |
|                                         |                           |                           |                           |                           |                           |                           |                           |                           |                           |                           |                           |                           |                           |                           |                           |                        |                        |                        |                        |                        |                        |                        |                        |                        |                        |                        |                        |                        |                        |                        |                        |
| Команда                                 | Команда                   | Команда                   | Команда                   | Команда                   | Команда                   | Команда                   | Команда                   | Верзија                   | Верзија                   | Верзија                   | Верзија                   | Верзија                   | Верзија                   | Верзија                   | Верзија                   | (Поље попуњено нулама) | (Поље попуњено нулама) | (Поље попуњено нулама) | (Поље попуњено нулама) | (Поље попуњено нулама) | (Поље попуњено нулама) | (Поље попуњено нулама) | (Поље попуњено нулама) | (Поље попуњено нулама) | (Поље попуњено нулама) | (Поље попуњено нулама) | (Поље попуњено нулама) | (Поље попуњено нулама) | (Поље попуњено нулама) | (Поље попуњено нулама) | (Поље попуњено нулама) |
| Коришћена фамилија адреса               | Коришћена фамилија адреса | Коришћена фамилија адреса | Коришћена фамилија адреса | Коришћена фамилија адреса | Коришћена фамилија адреса | Коришћена фамилија адреса | Коришћена фамилија адреса | Коришћена фамилија адреса | Коришћена фамилија адреса | Коришћена фамилија адреса | Коришћена фамилија адреса | Коришћена фамилија адреса | Коришћена фамилија адреса | Коришћена фамилија адреса | Коришћена фамилија адреса | (Поље попуњено нулама) | (Поље попуњено нулама) | (Поље попуњено нулама) | (Поље попуњено нулама) | (Поље попуњено нулама) | (Поље попуњено нулама) | (Поље попуњено нулама) | (Поље попуњено нулама) | (Поље попуњено нулама) | (Поље попуњено нулама) | (Поље попуњено нулама) | (Поље попуњено нулама) | (Поље попуњено нулама) | (Поље попуњено нулама) | (Поље попуњено нулама) | (Поље попуњено нулама) |
| адреса (адреса мреже)                   |                           |                           |                           |                           |                           |                           |                           |                           |                           |                           |                           |                           |                           |                           |                           |                        |                        |                        |                        |                        |                        |                        |                        |                        |                        |                        |                        |                        |                        |                        |                        |
| (Поље попуњено нулама)                  |                           |                           |                           |                           |                           |                           |                           |                           |                           |                           |                           |                           |                           |                           |                           |                        |                        |                        |                        |                        |                        |                        |                        |                        |                        |                        |                        |                        |                        |                        |                        |
| (Поље попуњено нулама)                  |                           |                           |                           |                           |                           |                           |                           |                           |                           |                           |                           |                           |                           |                           |                           |                        |                        |                        |                        |                        |                        |                        |                        |                        |                        |                        |                        |                        |                        |                        |                        |
| Метрика (удаљеност)                     |                           |                           |                           |                           |                           |                           |                           |                           |                           |                           |                           |                           |                           |                           |                           |                        |                        |                        |                        |                        |                        |                        |                        |                        |                        |                        |                        |                        |                        |                        |                        |
| Остале путање (до 25 рута, по 532 бита) |                           |                           |                           |                           |                           |                           |                           |                           |                           |                           |                           |                           |                           |                           |                           |                        |                        |                        |                        |                        |                        |                        |                        |                        |                        |                        |                        |                        |                        |                        |                        |

Наводимо информације о пољима RIPv1 поруке:
- Команда (8 бита): одређује тип поруке (да ли је порука захтев или одговор на захтев).
- Верзија (8 бита): за прву верзију RIP протокола узима се вредност 1.
- Поље попуњено нулама (16/32 бита): поља предвиђена за даљу надоградњу протокола.
- Коришћена фамилија адреса (AFI) (енгл. Address family identifier) (16 бита): За IP протокол узима се вредност 1.
- Адреса мреже (32 бита): класна адреса мреже, адреса одредишне руте.
- Метрика (32 бита): удаљеност изражена у броју рутера до одредишне руте.

RIPv2 уводи следећа побољшања у односу на RIPv1:
- Представља безкласан протокол рутирања, поред адресе мреже наводи и подмрежну маску.
- Поседује механизме аутентикације, уведене ради сигурности.
- Подржава подмрежне маске променљиве дужине VLSM (енгл. Variable Length Subnet Masking)
- Уместо броадкаст адреса користи мултикаст адресе.
- Подржава мануелно сумирање рута.

 (енгл. Routing Information Protocol next generation) дефинисан је у документу  2080, представља једноставан протокол рутирања, као и његови претходници он је исто интерни протокол рутирања на основу вектора удаљености. RIPng има следеће карактеристике:
- Сличан је RIPv2, на њему је базиран.
- Користи групу мултикаст адреса FF02::9 за слање пакета.
- Користи IPv6 за транспорт, садржи поред IPv6 адресе мреже и префикс.
- За слање измена узима UDP порт 521